# Alfred Thayer Mahan

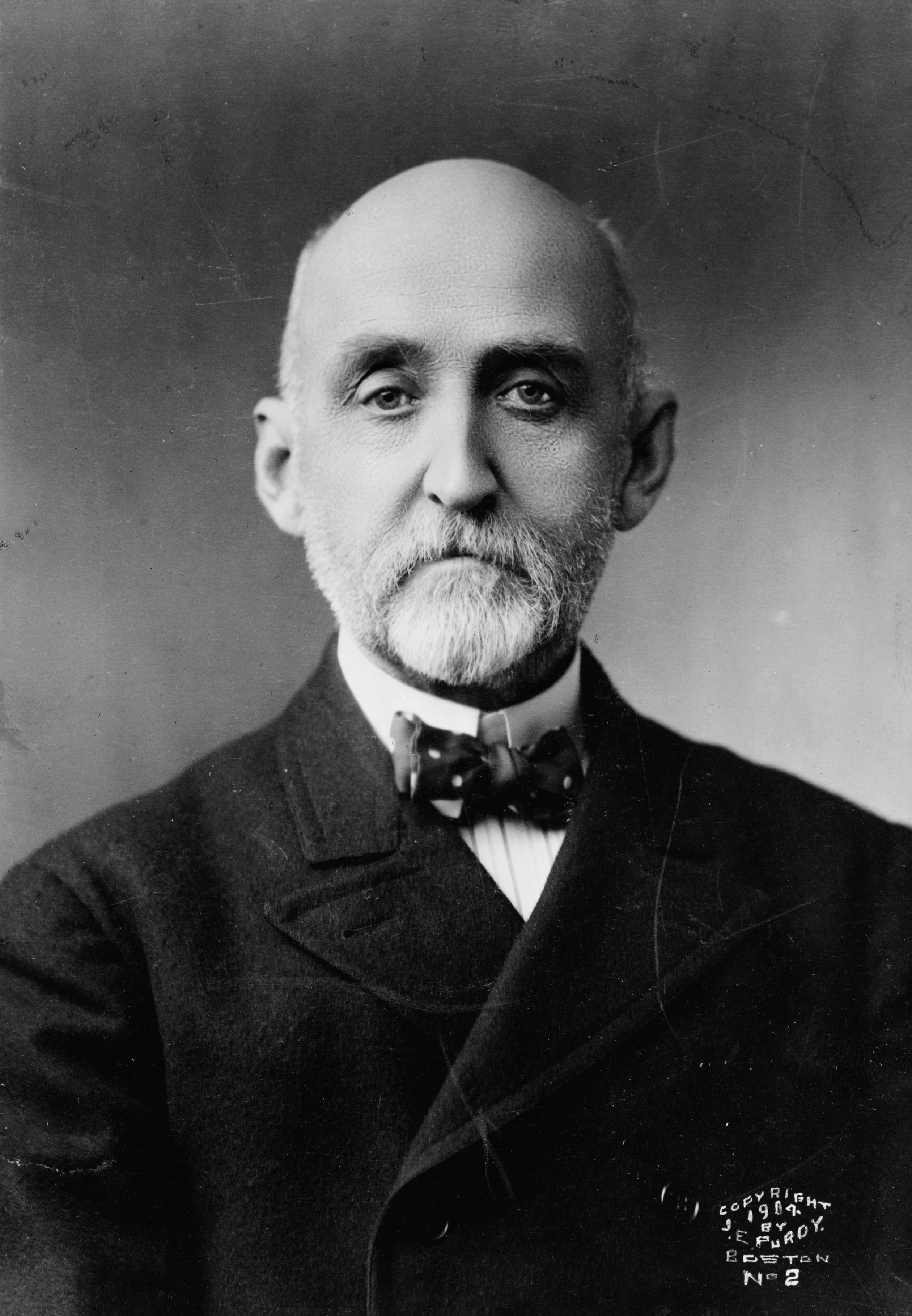
Alfred T. Mahan, 1904.

Alfred Thayer Mahan (* 27. September 1840 in West Point, New York; † 1. Dezember 1914 in Washington D. C.) war ein Konteradmiral der US Navy, Marineschriftsteller und -stratege. Sein bekanntestes Werk ist The Influence of Sea Power upon History, das ihm in der englischsprachigen Marinehistorie eine breite Anerkennung als „Clausewitz der See“ (Clausewitz of the sea) eintrug.
Mahans marinehistorische Schriften übten sowohl auf sein militärisches Umfeld als auch auf die breite US-amerikanische Öffentlichkeit einen erheblichen Einfluss aus. Sowohl seine geostrategischen Beobachtungen als auch seine Umschreibung der Vereinigten Staaten als Seefahrernation wirken bis in die Gegenwart nach. So setzte er sich für die US-Annexion der vormals unabhängigen Monarchie der Hawaii-Inseln ein und prägte den Begriff Middle East.
Gegen Ende des 20. Jahrhunderts begannen auch die indische und die Marine der Volksbefreiungsarmee in China, sich konzeptionell auf Mahan zu berufen.

## Leben
Alfred Thayer Mahan wurde als ältestes Kind des Bauingenieurs Dennis Hart Mahans und Mary Okhills in West Point, New York, geboren. An der dortigen US Military Academy wirkte sein Vater als Dekan und Professor für Ingenieurwesen und machte eine Vielzahl von Offiziersanwärtern mit den Schriften Antoine-Henri Jominis bekannt. Mahans Familie folgte traditionell dem Episkopalismus, und sein Onkel war als Professor für Kirchengeschichte tätig. Seine Kindheit, die er in seiner Autobiographie From Sail to Steam (New York, 1907) kaum ausführte, war von militärischer Disziplin und kirchlichem Glauben geprägt.
Nach zwei Jahren Studium an der Columbia University wechselte Mahan 1856 gegen den Widerstand seiner Eltern an die United States Naval Academy in Annapolis, Maryland, bestand dort 1859 als zweitbester Absolvent seines Jahrgangs und wurde zur USS Congress abkommandiert, die zu diesem Zeitpunkt in Brasilien ankerte.
1861 wurde er zum Ensign ernannt. Während des Sezessionskrieges diente er als Offizier auf verschiedenen Schiffen der Union. Er nahm an mehreren Blockadepatrouillen vor der Golfküste und im Südatlantik teil, ohne sich auszuzeichnen. Anschließend lehrte er ein Jahr lang seemännischen Dienst an der Naval Academy, die wegen des Krieges nach Newport, Rhode Island, verlegt worden war. 1865 wurde er zum Lieutenant Commander befördert. Angesichts dieses für einen 26-Jährigen vergleichsweise hohen Dienstgrades entschied er sich, nach Kriegsende weiterhin in der US Navy zu dienen. Es folgten verschiedene Verwendungen im In- und Ausland, an Bord und an Land, seit 1872 im Rang eines Commander. Im selben Jahr heiratete er Ellen Lyle Evans, mit der er drei Kinder, zwei Töchter und einen Sohn, hatte.
1883 bat ihn der New Yorker Verlag Charles Scribner’s Sons, möglichst schnell einen Beitrag für seine neue Reihe The Navy in the Civil War (dt.: „Die Marine im Bürgerkrieg“) zu schreiben. Mahan, der zu dieser Zeit Dienst auf der Marinewerft in New York tat, sagte zu und schrieb innerhalb von fünf Monaten das Buch The Gulf and Inland Waters, das sofort als dritter Band der Reihe erschien.
Mahan begründete mit seinem 1890 veröffentlichten Buch The Influence of Sea Power upon History die moderne US-Navy-Doktrin der Seeüberlegenheit. 1897 folgte dann das Werk The Interest of America in Sea Power. Neben diesen Schriften veröffentlichte Mahan einiges zur Taktik und Strategie der Seegefechte und fand selbst im Vereinigten Königreich und Deutschland große Beachtung. Er wurde hierfür mit der Ehrendoktorwürde der britischen Universitäten Cambridge und Oxford ausgezeichnet und 1902 zum Präsidenten der American Historical Association ernannt. 1898 wurde er in die American Academy of Arts and Letters und 1903 in die American Academy of Arts and Sciences gewählt.
1896 wurde Mahan zum Captain befördert und ging in diesem Rang in den Ruhestand. Für seine Verdienste im Bürgerkrieg beförderte ihn Präsident Theodore Roosevelt, mit dem Mahan sich als Präsident des Naval War College angefreundet hatte, im Jahr 1906 zum Rear Admiral. Von 1897 bis 1898 fungierte Mahan als verteidigungspolitischer Berater der Bundesregierung der Vereinigten Staaten in den Spannungen mit Spanien, die in den Spanisch-Amerikanischen Krieg mündeten. 1899 entsandte ihn die Bundesregierung als Delegierten zur ersten der Haager Friedenskonferenzen.
Mahan verstarb am 1. Dezember 1914 und wurde in Qogue, Long Island beigesetzt.
Nach Alfred T. Mahan wurden vier Zerstörer der US Navy benannt. Drei waren Schiffe der Wickes-Klasse, der Farragut-Klasse und der Arleigh-Burke-Klasse. Im Zweiten Weltkrieg fungierte ein gleichnamiger Zerstörer als Typschiff und Namensgeber einer gesamten Schiffsklasse.

## Werke
- The Gulf and Inland Waters. (Memento vom 4. April 2005 im Internet Archive) The Navy in the Civil War. Band 3. Charles Scribner’s Sons, New York:1883 (online, PDF).
- The Influence of Sea Power upon History, 1660–1783. Little, Brown & Co, New York 1890, Dover Publications, 1987 (Repr.). ISBN 0-486-25509-3.
- The Influence of Sea Power upon the French Revolution and Empire, 1793–1812. Little, Brown & Co, Boston 1892.
  - Dt. Ausgabe: Der Einfluss der Seemacht auf die Geschichte 1660–1812. Überarbeitet und herausgegeben von Gustav-Adolf Wolter, Koehler, Herford 1967.
- Admiral Farragut (Memento vom 5. Februar 2005 im Internet Archive). D. Appleton, New York 1892 (siehe auch David Glasgow Farragut).
- The Interest of America in Sea Power, Present and Future. Little, Brown & Co, Boston 1897, Kennikat Press, Port Washington N.Y. 1970 (Repr.).
- From Sail to Steam - Recollections of Naval Life. Harper and Brothers, New York 1907.
- The Strategic Features of the Gulf of Mexico and the Caribbean Sea. In: Harper's Magazine. New York Oktober 1897. ISSN 1045-7143.